# 馬光祖
馬光祖（1200年—1273年），字華父，號裕齋，婺州東陽縣人，南宋政治人物。馬之純孫。

## 生平
生於慶元六年（1200年）八月二十四日，寶慶二年（1226年）丙戌科進士及第，受學於真德秀。
授新喻县主簿，歷知余干县、知高邮军、军器监主簿、知处州，监登闻鼓院，进太府寺丞兼庄文府教授，进徽猷阁直学士、江西转运副使兼知隆兴府，进宝文阁直学士，迁太府寺少卿、知太平州、提领江淮茶盐所，迁司农寺卿、淮西总领兼江东转运使。
宝祐三年（1255年）八月，以宝章阁学士、沿江制置使、江东安抚使、知建康府、行宫留守兼节制和州、无为军、安庆府三郡屯田使，第一次知建康府。开庆元年（1259年），以资政殿学士、沿江制置大使、江东安抚使，第二次知建康府。景定五年（1264年）三月，以观文殿学士、沿江制置大使、知建康府、江东安抚使、行宫留守，第三次知建康府。馬光祖在知建康府任內曾主持纂修《景定建康志》。进户部尚书兼知临安府、浙江安抚使。咸淳三年（1267年）拜參知政事，咸淳五年（1269年）拜知樞密院事兼參知政事，封金華郡公，以金紫光祿大夫致仕，咸淳九年（1273年）卒，諡莊敏。

## 延伸阅读
[在维基数据编辑]
 《宋史·卷416》，出自脱脱《宋史》